# Ängelholms sockerbruk

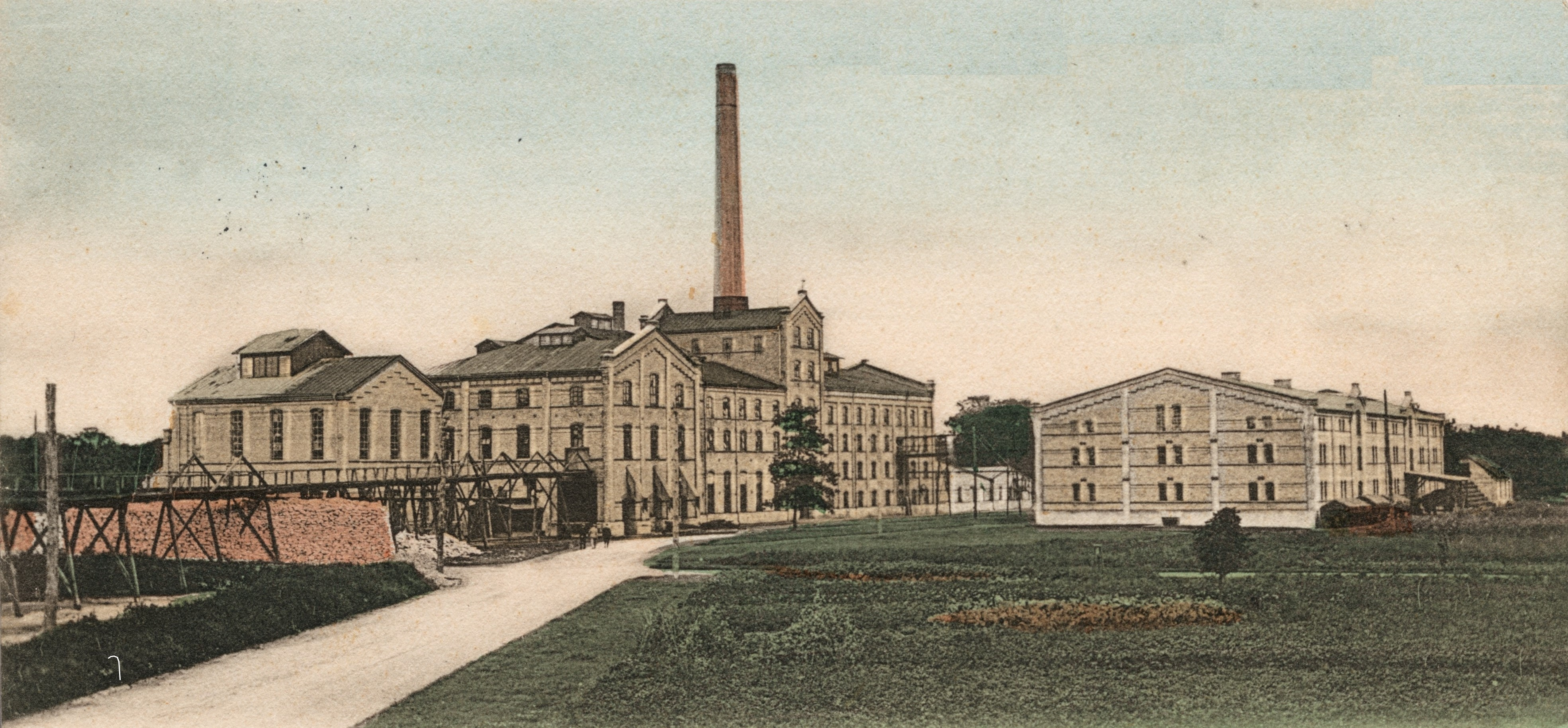
Ängelholms sockerbruk

Ängelholms sockerbruk grundades av Helsingborgs Sockerfabriksaktiebolag. Sockerbruket var beläget i kvarteret Sockerbruket som begränsades av Nybrogatan, Industrigatan och Rönne å. Sockerbruket uppfördes år 1892 under ledning av byggmästare Frans Lundgren Helsingborg. Sockerbruket hade ett industrispår från Ängelholms järnvägsstation. Sockerbruket uppgick i Svenska Sockerfabriks AB år 1907.

## Maskiner
Många av maskinerna på sockerbruket levererades av Braunschweigische Mashinenbauanstalt. Vid starten var hade sockerbruket bland annat 6 ångpannor, 15 ångmaskiner samt ett diffusionsbatteri bestående av 14 diffusorer om vardera 2,2 ton (4,5 kubikmeter). År 1894 fick sockerbruket ett till diffusionsbatteri bestående av 12 diffusorer av nära nog samma storlek som det första. År 1901 hade sockerbruket 21 ångmaskiner och 11 ångpannor.

## Betkampanjer
Vid den första betkampanjen som började den 1 november 1892 avverkades 309 ton betor per dygn. Vid betkampanjen 1894/95 hade avverkningen kommit upp i 622 ton per dygn, betodlingsarealen omfattade 4965 tunnland. Vid betkampanjen 1900/01 avverkades 800 ton per dygn.

## Anställda
| År   | Juli | November |
| ---- | ---- | -------- |
| 1932 | 57   | 259      |
| 1938 | 27   | 96       |

## Vågstationer
Betvågar vid järnvägsstationer år 1910: Vegeholm, Rögle, Kattarp, Vestraby, Stureholm, Mjöhult, Strandbaden, Kvidinge, Spannarp, Skälderviken, Barkåkra, Förslöv, Munka ågård, Munka-Ljungby, Skeldershus, Åsbo-Össjö, Östra-Ljungby och Höganäs övre. Vid betkampanjen 1896/97 fanns även vågstationer vid Skottorp, Vallberga, Ingelsträde, Åstorp och Bjuv. Vid betkampanjen 1910/11 levererades 18% av betorna till fabriken med landsvägsfordon. Under de första åren transporterades en del betor med pråm på Rönne å.

## Saftstation
År 1934 byggdes sockerbruket om till en saftstation som levererade sockerlösning till sockerbruket i Hasslarp via en underjordisk rörledning. Den sista betkampanjen var år 1953/54.